# 라이트하우스의 음반
이 문서는 라이트하우스에서 발매한 음반의 목록이다.

## 2010년대
- 2017년 8월 14일 카제프, 찬주씨 - [Digital Single] So Good
- 2017년 8월 21일 레노 - [Digital Single] 내 노래
- 2017년 10월 26일 카제프, YEL - [Digital Single] 내 맘이 그래
- 2017년 10월 30일 찬주씨 - [Digital Single] Starlight
- 2018년 5월 25일 YEL - [Digital Single] 자각몽
- 2018년 8월 16일 YEL - [Digital Single] 그냥 나와
- 2018년 9월 29일 천둥 - [Digital Single] 무색 비 (Colorless Rain)
- 2018년 10월 29일 천둥 - [Digital Single] Walkman : Thunder Mix Vol.1
- 2018년 11월 22일 천둥 - [Digital Single] 스피커 볼륨 (Speaker Volume)
- 2018년 12월 22일 천둥 - [Digital Single] Winter Trip
- 2019년 1월 26일 천둥 - [Digital Single] 레드 와인 (Red Wine)
- 2019년 2월 28일 천둥 - [Digital Single] 게임 (Game)
- 2019년 3월 29일 천둥 - [Digital Single] Bunny
- 2019년 4월 30일 천둥 - [Digital Single] I Miss You
- 2019년 5월 30일 천둥 - [Digital Single] 워크맨 (Walkman)
- 2019년 8월 17일 카제프 - [Digital Single] 너무 늦지 마
- 2019년 8월 25일 YEL - [Digital Single] 무기력해
- 2019년 8월 30일 천둥 - [Digital Single] 바다

## 2020년대
- 2021년 8월 6일 천둥 - [Digital Single] 폭발하기 5초 전
- 2022년 11월 21일 천둥 - [Digital Single] 위